# Stenopogon piceus
Stenopogon piceus là một loài ruồi trong họ Asilidae. Stenopogon piceus được von Roeder miêu tả năm 1883. Loài này phân bố ở miền Ấn Độ - Mã Lai.